# Húnaþing Vestra
Hunathing Vestra es un municipio de Islandia. Se encuentra en la zona oriental de la región de Norðurland Vestra. 

## Población y territorio
Con un área de 2.506 kilómetros cuadrados, es el tercero más grande de Norðurland Vestra. Su población es de 1.122 habitantes, según el censo de 2011, para una densidad de 0,44 habitantes por kilómetro cuadrado.
Es el único municipio del condado de Vestur-Húnavatnssýsla. Su zona norte corresponede a la península de Vatnsnes, en la parte central de la bahía de Húnaflói, al noroeste de Islandia. 
En la parte más profunda de la bahía se encuentra el fiordo de Hrútafjörður, que lo separa del municipio de Bæjarhreppur, en la región de Vestfirðir.